# Hippodamia parenthesis
Hippodamia parenthesis är en skalbaggsart som först beskrevs av Thomas Say 1824.  Hippodamia parenthesis ingår i släktet Hippodamia och familjen nyckelpigor. Inga underarter finns listade i Catalogue of Life.

## Bildgalleri

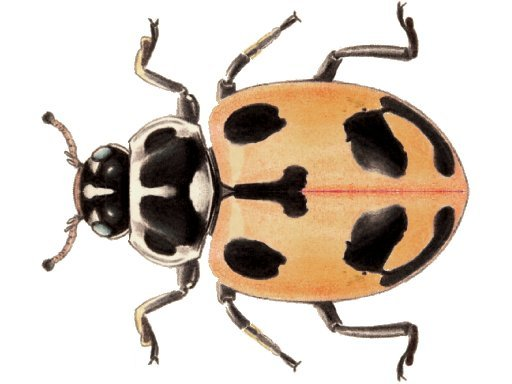